# Antwerpeni szakállas

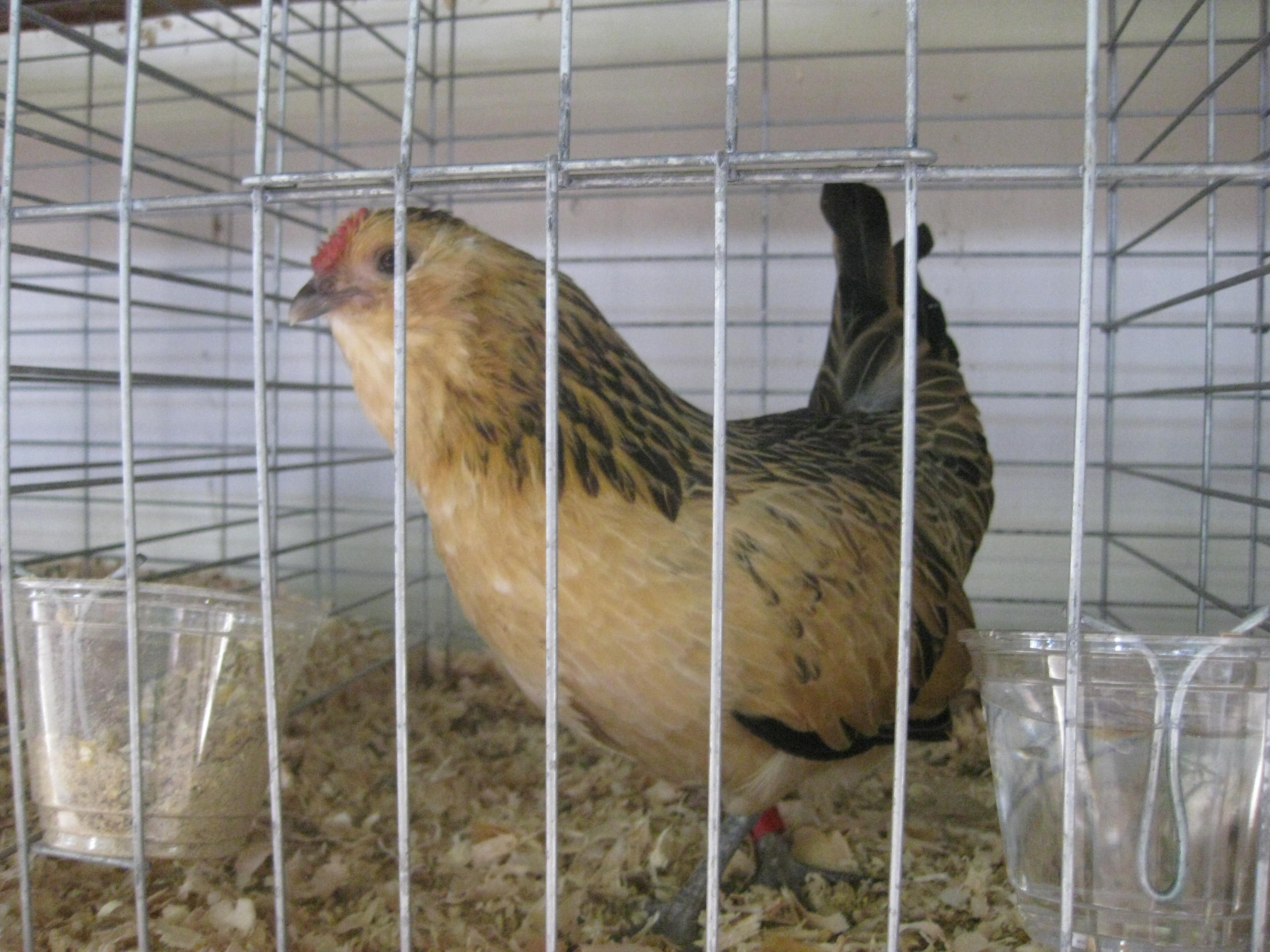
Antwerpeni szakállas tyúk

Az antwerpeni szakállas tyúkfajta egy a 19. század második felében kinemesített belga házi tyúk.

## Fajtatörténet
Ez a világszerte elterjedt fajta csupán törpe változatban fordul elő. Mivel nagy változata egyáltalán nem létezik, ezért szívesen nevezik ezt a faját ó-törpének.

## Fajtabélyegek, színváltozatok
Többnyire a csüd színe kék. Taraja rózsás típusú. Telt bőséges szakálla miatt a takarmány lehetőleg ne legyen pépes, különben összeragadnak a szakálltollak.
Összesen 21 színváltozata van ennek a fajtának.

## Tulajdonságai
Nyugodt, bizalmaskodó fajta. Testméretükhöz képes viszonylag nagy tojásokat tojnak. Több közeli farktollas és farktoll nélküli rokona is van a fajtának.
| Általános tulajdonságok: | Általános tulajdonságok:      |
| ------------------------ | ----------------------------- |
| Tömege                   | kakas 700 g-ig, tojó 600 g-ig |
| Gyűrűmérete              | kakas 11, tojó 9              |
| Tenyésztojás tömege      | 28 g                          |
| Tojáshéj színe           | fehér - krémszínű             |
| Éves tojáshozama         | 90 db                         |